# Sigrid Wille
Sigrid Wille (Wangen im Allgäu, 2 de noviembre de 1969) es una deportista alemana que compitió en esquí de fondo. Ganó una medalla de bronce en el Campeonato Mundial de Esquí Nórdico de 1999, en la prueba de relevo.

## Palmarés internacional
| Campeonato Mundial | Campeonato Mundial | Campeonato Mundial | Campeonato Mundial |
| Año                | Lugar              | Medalla            | Prueba             |
| ------------------ | ------------------ | ------------------ | ------------------ |
| 1999               | Ramsau (Austria)   | Medalla de bronce  | Relevo 4 × 5 km    |